# NGC 1307
NGC 1307 في الفهرس العام الجديد، هي مجرة، تقع في كوكبة النهر. اكتشفت في 5 أكتوبر 1785 بواسطة ويليام هيرشل.

## روابط خارجية
- NGC 1307 على موقع ويكي سكاي: DSS2, SDSS, GALEX, IRAS, Hydrogen α, X-Ray, Astrophoto, Sky Map, Articles and images